# Kabankalan
Kabankalan est une localité de la province du Negros occidental, aux Philippines. En 2015, elle comptait 181 977 habitants.